# إسحاق ساسكي
اسحاق ساسكي (بالإنجليزية: Isaac Sackey)‏ (4 أبريل 1994 بغانا - ) هو لاعب كرة قدم غاني في مركز الوسط. شارك مع منتخب غانا تحت 23 سنة لكرة القدم. أما مع النوادي، فقد لعب مع نادي سلوفان ليبيريتس وليبرتي بروفشنالز ‏ و نادي الباطن.

## وصلات خارجية
- إسحاق ساسكي على موقع الاتحاد الأوربي (الإنجليزية)
- إسحاق ساسكي على موقع اتحاد تركيا (لاعب) (الإنجليزية)
- إسحاق ساسكي على موقع قاعدة بيانات كرة القدم.إي يو (الإنجليزية)
- إسحاق ساسكي على موقع ناشيونال فوتبول تيمز (الإنجليزية)
- إسحاق ساسكي على موقع Soccerway.com (الإنجليزية)
- إسحاق ساسكي على موقع عالم كرة القدم.نت (الإنجليزية)
- إسحاق ساسكي على موقع AS.com (الإسبانية)